# Погостинское сельское поселение
Погостинское сельское поселение — муниципальное образование (сельское поселение) в Касимовском районе Рязанской области.
Административный центр — село Погост.

## Население
| 2010 | 2012 | 2013 | 2014 | 2015 | 2016 | 2017 |
| ---- | ---- | ---- | ---- | ---- | ---- | ---- |
| 597  | ↗621 | ↘601 | ↘592 | ↘570 | ↘544 | ↘526 |
| 2018 | 2019 | 2020 | 2021 |      |      |      |
| ↘512 | ↘497 | ↗500 | ↗622 |      |      |      |

## Состав поселения
В состав сельского поселения входят 9 населённых пунктов
| № | Населённый пункт | Тип населённого пункта       | Население |
| - | ---------------- | ---------------------------- | --------- |
| 1 | Анемнясево       | деревня                      | ↘41       |
| 2 | Бельково         | деревня                      | ↘89       |
| 3 | Белясево         | деревня                      | ↘9        |
| 4 | Забелино         | деревня                      | ↘98       |
| 5 | Левино           | деревня                      | 4         |
| 6 | Погост           | село, административный центр | ↘382      |
| 7 | Полухтино        | деревня                      | ↘10       |
| 8 | Полухтино        | посёлок                      | 4         |
| 9 | Черново-Шеенки   | деревня                      | 1         |

## История
Погостинское сельское поселение образовано в 2006 г. из Погостинского сельского округа.